# Eötvös Ignác (politikus, 1763–1838)
Vásárosnaményi báró Eötvös Ignác (Kassa, 1763. január 6. – Buda, 1838. június 12.) bölcseleti doktor, királyi főpohárnok, főispán és valóságos belső titkos tanácsos. Unokája, Eötvös József író, politikus, dédunokája Eötvös Loránd fizikus, miniszter.

## Élete
Atyja, Eötvös Miklós (1716–1783)  császári és királyi tábornok a török és a hétéves háborúban kitüntetett vitézségéért 1768. február 2. bárói címet nyert, anyja báró Splényi Anna volt. Középiskolai tanulmányait a kisszebeni gimnáziumban, a bölcseletieket Vácon és Nagyszombatban, a jogiakat a kassai akadémiában végezte; 1779. augusztus 30-án a Budai Egyetemen bölcseleti doktor lett. 1786-ban a Tiszán inneni kerületi tábla előadójává és titkárává nevezték ki. Amikor utóbbi hivatal 1790-ben megszűnt, visszavonult a közélettől. Részt vett az 1790., 1792. és 1796. évi országgyűléseken, aztán 1797-ben a Magyar Királyi Udvari Kamara tiszteletbeli, majd valóságos tanácsosává nevezték ki, és több fontos megbízást kapott, így például ő hajtotta végre az egri érsekség, a kassai és szatmári püspökségek és káptalanok közti felosztást. 1802-ben belső titkos tanácsosi ranggal a kincstári jószágok igazgatásával bízták meg és a király felszólítására tervet dolgozott ki a korona- és kincstári birtokok jövedelmeinek emelésére. 1806-ban az magyar kamara alelnöke lett, mely hivatalt 1812-ig viselte, amikor is koronaőrré lépett elő. 1813-ban Gömör, 1823-ban egyszersmind Hont vármegye főispáni helytartójává, 1820-ban Abaúj vármegye valóságos főispánjává lépett elő és királyi főpohárnokmester lett. Részt vett az 1825–1827-es, az 1830-as és 1832–1836-os országgyűléseken és a rendszeres munkálatok kidolgozásával megbízott országos választmány legtevékenyebb tagjai közé tartozott; az úrbéri alosztály elnökségét is ő vitte. 1837-ben a Szent István-rend középkeresztjét nyerte érdemei elismeréséül.
Arcképe rézmetszetben, Weidner rajzolta és Ehrenreich metszette.

## Családja
1783-ban feleségül vette báró négyesi Szepessy Máriát (1767–1833), akitől egyetlen fia született, Eötvös Ignác (1786–1851), aki az alkancellárságig jutott.

## Munkái
- Extractus synoptico-encyclopaedicus legum in corpore juris hungarici contentarum in suas materias divisus. Budae, 1829.
- Index synopticus actorum comitialium in novem regni Hungariae et partium ei adnexarum comitiis signanter ab anno 1790–91. usque 1825–27. inclusive occurrentium. Uo. 1829.
- Beszéd, melyet… Hontvármegye főispányi helytartói székébe való bevezettetése alkalmatosságával köszöntette az öszvegyült megye rendeit: Böjtelő hava 3. 1823. Esztergom.
- Sermo exc. ac ill. l. b. Ignatii sen. Eötvös de Vásáros-Namény, qua pro actu installationis delegati commissarii Regii die 17. Sept. 1827. in l. r. civitate Eperjes. Cassoviae. (Sermones cz. gyűjteményben.)

Beszéde, melyet 1813. ápr. 26. Gömör- és Kis-Hont t. e. megye rendeihez hivatalába igtatásakor tartott, az azon alkalommal mondott beszédekkel együtt 1815-ben Miskolcon szintén megjelent.